# Provincia eclesiástica de Cumaná

Arquidiócesis de Cumaná
Sufragáneas

La Provincia Eclesiástica de Cumaná  es una de las 9 provincias eclesiásticas de Venezuela está formada por la Arquidiócesis Metropolitana de Cumaná y 4 diócesis sufragáneas que son: la  Diócesis de Barcelona, la Diócesis de Margarita, la Diócesis de Carúpano y la Diócesis de El Tigre.

## Orígenes
Por Cumaná inició la misión evangelizadora del nuevo continente. Nuestra historia se une a los propios cimientos de esta ciudad, Primogénita del Continente. 
En 1514, Fray Pedro de Córdoba , superior de los frailes Dominicos de Indias, pidió apoyo a los misioneros que tenían conventos en la Isla Española para participar en la misión en la Costa de las Perlas, encomendada por el Rey Fernando el Católico, a la que solo se unieron los Padres Franciscanos Observantes Picardos, provenientes de la ciudad de Amiens (Francia) que se encontraban en la ciudad de Santo Domingo de Guzmán; dirigidos por Fray Johannes de Gars.
Según se asienta en el Archivo General de las Indias, para ese mismo año se oficia la misa, por primera vez, en tierra firme; hecho admitido y certificado por la Santa Iglesia.
El 8 de agosto de 1515 parten los frailes en la nave del comerciante genovés Don Giacomo di Castiglione hasta la Península de Araia, y el día 15 del mismo mes, Fray Johannes de Gars y sus hermanos de comunidad, cruzaron el Golfo de Cumaná y fundaron el pueblo de San Francisco de Cumaná, en la ribera oriental del Río Cumaná, a unos 250 metros al sur de la desembocadura. Había allí un poblado Waykerí preexistente, y se construyó un convento, una Iglesia Parroquial, una escuela con internado para 40 niños nobles y viviendas para los naturales. Había otro poblado indígena en la ensenada del Golfo al lado de la boca del río, en la Punta de Santa María.
Para el año 1519, ya los misioneros franciscanos habían levantado en la aldea dos iglesias y sus casas; donde 7 frailes atendían a 40 indígenas. Un año más tarde, entre el 03 y el 10 de octubre de 1520, los indios Tagares se revelan e imponen su justicia por el rapto de parientes en la vecindad de Santa Fe y Maracapana; destruyendo la Misión de Santa Fe de Chechrebiche y martirizando brutalmente a dos frailes dominicos.
El Papa León X, según datos del Archivo Vaticano, erige el 17 de mayo de 1520, la Diócesis de Paria, con sede en la Iglesia Parroquial del Ayuntamiento de San Francisco de Cumaná; nombrando como Obispo Titular al Capellán de don Carlos I, Fr. Pier Barbié (Pedro Barbirio). Lamentablemente los ataques indígenas impidieron que se consolidara la Diócesis.
En 1528 la Iglesia Parroquial cambia de nombre a Nuestra Señora del Carmen, siendo regentada por los frailes franciscanos observantes y pasa a ser dependiente del Obispado de San Juan de Puerto Rico hasta la creación de la Diócesis de Santo Tomás de Guayana, el 20 de mayo de 1790, que fue originalmente sufragánea de la Arquidiócesis de Santo Domingo.

## Arquidiócesis Metropolitana de Cumaná
El 12 de octubre de 1922, 132 años más tarde, fue erigida la Diócesis de Cumaná, durante el Pontificado de Pío XI, mediante la Bula Pontificia “Ad munus ab Unigenito”; cuyo texto dice así:
"Pío Obispo, Siervo de los Siervos de Dios, para perpetua memoria; Sabemos que pertenece al cargo que nos ha confiado el Unigénito Hijo de Dios, erigir y dividir la Diócesis por el mundo, según juzguemos que lo piden las utilidades del rebaño del Señor, o creamos ser necesario, atendiendo los tiempos y circunstancias, para conseguir el bien de los fieles cristianos... Separamos, pues, de la Diócesis de Guayana y erigimos a perpetuidad una nueva Diócesis, que se denominará Cumaná por el nombre de la ciudad provincial, las parroquias que se contienen dentro de los estados civiles de Sucre y Nueva Esparta... Constituimos igualmente, la Sede y Cátedra Episcopal en la misma ciudad de Cumaná, a la cual elevamos por tanto a la dignidad de Ciudad Episcopal y designamos temporalmente como Catedral la iglesia de Santa Inés hasta que se transfiera a otra iglesia cuya construcción está comenzada..." 
Dado en Roma, en San Pedro, el 12 de octubre de 1922, primero de nuestro Pontificado.
Pío XI
Fue su Primer obispo el Excelentísimo Monseñor Dr. Sixto Ramón Sosa Díaz. En 1926 se construye la Catedral de la Ciudad dedicada al Sagrado Corazón de Jesús. El terremoto de 1929, destruye parcialmente su edificación; misma que es restaurada en 1936. 
Para el momento de su creación fue sufragánea de la Arquidiócesis de Caracas. El 21 de junio de 1958 pasó a formar parte de la Provincia Eclesiástica de la Arquidiócesis de Ciudad Bolívar. El 18 de julio de 1969 cedió el territorio del Estado Nueva Esparta para la creación de la Diócesis de Margarita.
Elevación a Arquidiócesis
El 16 de mayo de 1992, es elevada a la categoría de Arquidiócesis Metropolitana, erigida por el Papa Juan Pablo II, mediante la Constitución Apostólica “Necessitate Adducti” promulgada en Roma; convirtiéndose en la séptima provincia eclesiástica de país. Fue su primer Arzobispo, el hasta entonces obispo de la Diócesis; el Ilustrísimo Monseñor Dr. Alfredo José Rodríguez Figueroa. En esa misma fecha se agrega al territorio de la nueva provincia la Diócesis de Barcelona; hasta entonces sufragánea de la Arquidiócesis de Ciudad Bolívar. 
El 4 de abril del 2000 cedió una porción del territorio del estado Sucre para la creación de la Diócesis de Carúpano.
Ese mismo año, el 26 de diciembre, el marco del Año Jubilar 2000, Nuestra Señora de Altagracia de los Guaiqueríes, es proclamada Patrona de la Arquidiócesis de Cumaná. 
Actualmente, la Arquidiócesis metropolitana de Cumaná es una porción del Pueblo de Dios, sede de la Provincia Eclesiástica de Cumaná, asentada en la ciudad capital del estado Sucre. Desde su creación ha contado con la guía pastoral de prelados que han enriquecido la vida espiritual de su grey; impulsando su crecimiento y caminar en la fe. Como jurisdicción propia  tiene dividido su territorio en 27 parroquias, distribuidas en los municipios Sucre, Montes, Cruz Salmerón Acosta, Bolívar, Mejías, Rivero y Andrés Eloy Blanco, y como Iglesias sufragáneas a las Diócesis de Margarita, Barcelona, Carúpano y El Tigre.

## Diócesis de Barcelona
La diócesis de Barcelona es una sede de la iglesia católica ubicada en la ciudad de Barcelona del estado Anzoátegui de Venezuela, sufragánea de la Arquidiócesis de Cumaná, para el 2004 contaba con 1.785.000 bautizados de una población de 1.909.000 habitantes.

## Diócesis de Margarita
La diócesis de Margarita es una sede de la iglesia católica sufragánea de la Arquidiócesis de Cumaná, para el 2004 contaba con 335.815 bautizados de una población de 398.712 habitantes.

## Diócesis de Carúpano
La Diócesis de Carúpano Es una sede de la Iglesia católica sufragánea de la Arquidiócesis de Cumaná, para el 2006 contaba con 435.000 bautizados de una población de 440.400 habitantes. Actualmente es guiada por el Sr. Obispo Jaime José Villarroel Rodríguez

## Diócesis de El Tigre
La diócesis de El Tigre es una sede de la iglesia católica ubicada en la ciudad de El Tigre, en Venezuela en el estado Anzoátegui, sufragánea de la Arquidiócesis de Cumaná que cuenta en 2018 con 406.500 bautizados.